# بوتامينا
بوتامينا هي قديسة مصرية قتلت في عصور الاضطهاد المسيحية.

## نشأتها
من مواليد الإسكندرية في القرن الثالث الميلادي وقد نشأت في أسرة فقيرة وقد توفي والدها واكملت تربيتها والدتها.
وقد عملت بوتامينا كخادمه في أحد منازلا الاغنياء الوثنيين فلما رأها ذلك الوثنى انها جميله أراد أن يستخف بها عارضا عليها أموال كثيره لكى تسقط معه في الخطية لكنها رفضت.

## مقتلها
حضرت بوتامينا للمثول امام الوالى فتكلم معها الوالى شارحا لها أنه غنى وأن ذاك سيعتقها من الخدمة في منازل الاغنياء ولكنها رفضت قائله: لا شركه للنور مع الظلمة.
فأمال الغنى برأسه إلى الوالى هامسا له (ان بوتامينا مسيحيه لذلك فهي ترفض الزواج بى)
غضب الوالى جدا لرفضها وعدم طاعتها ان تتزوج الغنى وأيضا لتمسكها بالمسيح.. فأمر الجنود بأحضار أناء كبير به زيت مغلى وتوضع بداخله بوتامينا، أراد الجنود الرومان نزع ثياب القديسة قبل إنزالها في اناء الزيت فتوسلت إليهم ان تنزل أولا ثم تخلع ملابسها بنفسها حتى لا يعثر أحدهم بجسدها العارى. فرفض الجنود ذلك الا أحدهم اسمه باسليوس نفذ رغبتها وقد تشدد مع زملائه في ذلك.

## مواضيع مرتبطة
- أقباط
- تاريخ مصر المسيحية
- معهد الدراسات القبطية
- كنيسة قبطية أرثوذكسية